# I Thought I Lost You
I Thought I Lost You – duet Miley Cyrus i Johna Travolty. Utwór został napisany przez Miley i Jeffrey Steele na potrzeby filmu animowanego Piorun.

## Nominacje
W 2009 roku piosenka była nominowana do Złotego Globu w kategorii Najlepsza Piosenka. Nagrodę zdobył utwór Bruce'a Springsteena The Wrestler z filmu Zapaśnik. 